# 叠氮化硫酰
叠氮化硫酰是一种无机化合物，化学式为SO2(N3)2，具有爆炸性。

## 制备
叠氮化硫酰可以通过磺酰氯和叠氮化钠反应得到：
SO2Cl2 + 2 NaN3 → SO2(N3)2 + 2 NaCl

## 扩展阅读
- Synthesis of Sulfonyl Azides （PDF: http://www.ark.chem.ufl.edu/Published_Papers/PDF/1640.pdf）%5B%5D